# Gabriel Héctor Fernández
Gabriel Héctor Fernández (* 22. September 1977 in Bragado, Provinz Buenos Aires), Spitzname Gaby, ist ein ehemaliger argentinischer Fußballspieler.

## Karriere
Bereits mit 18 Jahren spielte Fernández erstmals im Ausland beim damaligen französischen Erstligisten SC Bastia. Danach begann eine wechselvolle Karriere, die ihn in elf Jahren zu elf Vereinen in vier Ländern Südamerikas führte. Über 300-mal spielte der Offensivspieler in den Profiligen in Argentinien (Colegiales, Estudiantes, Flandria), Chile (Santiago Morning, Magallanes), Ecuador (Deportivo Saquisilí, Olmedo, Emelec) und Kolumbien (Millonarios, Real Cartagena, Atlético Junior) und erzielte dabei 141 Tore. Nach dem Auslaufen seines Kontrakts mit dem ecuadorianischen CS Emelec aus Guayaquil entschloss er sich mit 30 Jahren zu einem erneuten Wechsel nach Europa und nahm ein Angebot des deutschen Zweitligisten TuS Koblenz an. Anfang Januar 2009 wurde sein Vertrag bei der TuS Koblenz aufgelöst. Es folgten Stationen bei Macará, América de Cali, Deportivo Cali und CSD Flandria. Im Jahr 2014 kehrte er in seine Heimatstadt Bragado zurück, wo er im Jahr 2016 seine Karriere beendete.

## Titel / Erfolge
- Ecuadorianischer Vizemeister 2004 mit Olmedo de Riobamba[3]